# Eurovision Young Musicians 1994
Het Eurovision Young Musicians 1994 was de zevende editie van het muziekfestival en vond plaats op 14 juni 1994 in de Philharmonic Concert Hall in Warschau. 

## Deelnemende landen
24 landen namen deel aan deze editie, een record op dat moment.

## Jury
Henryk Mikolaj Gorecki
 Wanda Wilkomirska
 Marc Grauwels
 Arie Dzierlatka
 Emma Johnson
 Frantisek Maxian
 Jorma Panula
/ Carole Dawn Reinhart
 Alfredo Riccardi

## Overzicht

### Halve finale
| Land                | Artiest                   | Instrument | Resultaat      |
| ------------------- | ------------------------- | ---------- | -------------- |
| België              | David Cohen               | Cello      | uit            |
| Cyprus              | Manolis Nephytou          | Piano      | uit            |
| Denemarken          | Frederik Magle            | Orgel      | gekwalificeerd |
| Duitsland           | Luise Wiedemann           | Fagot      | uit            |
| Estland             | Marko Martin              | Piano      | gekwalificeerd |
| Finland             | Pia Toivio                | Cello      | gekwalificeerd |
| Frankrijk           | Nicolas Delclaud          | Viool      | uit            |
| Griekenland         | Antonios Sousamoglou      | Viool      | uit            |
| Hongarije           | Mark Farago               | Piano      | gekwalificeerd |
| Ierland             | Finghin Collins           | Piano      | uit            |
| Kroatië             | Ana Vidović               | Gitaar     | uit            |
| Letland             | Liene Circene             | Piano      | gekwalificeerd |
| Litouwen            | Vilhelmas Čepinskis       | Viool      | uit            |
| Macedonië           | Kalina Mrmevska           | Piano      | uit            |
| Noorwegen           | Rolf Erik Nystrøm         | Saxofoon   | uit            |
| Oostenrijk          | Bernard Hufnagl           | Trombone   | uit            |
| Polen               | Lukasz Szyrner            | Cello      | uit            |
| Portugal            | Ruben Da Luz Santos       | Trombone   | uit            |
| Rusland             | Anna Ajrapetiants         | Piano      | uit            |
| Slovenië            | Mate Bekavac              | Klarinet   | uit            |
| Spanje              | Dolores Rodríguez Paredes | Gitaar     | uit            |
| Verenigd Koninkrijk | Natalie Clein             | Cello      | gekwalificeerd |
| Zweden              | Malin Broman              | Viool      | gekwalificeerd |
| Zwitserland         | David Bruchez             | Trombone   | gekwalificeerd |

### Finale
| Plaats | Land                | Muzikant       | Instrument |
| ------ | ------------------- | -------------- | ---------- |
| 1      | Verenigd Koninkrijk | Natalie Clein  | Cello      |
| 2      | Letland             | Liene Circene  | Piano      |
| 3      | Zweden              | Malin Broman   | Viool      |
| -      | Denemarken          | Frederik Magle | Orgel      |
| -      | Estland             | Marko Martin   | Piano      |
| -      | Finland             | Pia Toivio     | Cello      |
| -      | Hongarije           | Mark Farago    | Piano      |
| -      | Zwitserland         | David Bruchez  | Trombone   |

## Wijzigingen

Deelnemende landen
Landen die zich niet voor de finale kwalificeerden
Landen die in het verleden deelgenomen hebben, maar dit jaar afwezig zijn

### Debuterende landen
- Estland
- Kroatië
- Letland
- Litouwen
- Macedonië
- Rusland
- Slovenië

### Terugkerende landen
- Griekenland

### Terugtrekkende landen
- Joegoslavië
- Nederland

## Terugkerende artiesten
Manolis Nephytou doet voor de tweede keer op rij mee voor Cyprus.
| Land   | Artiest          | Eerdere deelname |
| ------ | ---------------- | ---------------- |
| Cyprus | Manolis Nephytou | Cyprus 1992      |

## Trivia
- Jurylid Emma Johnson deed in 1984 zelf aan het festival mee. Ze werd toen derde namens het Verenigd Koninkrijk.

1982 · 1984 · 1986 · 1988 · 1990 · 1992 · 1994 · 1996 · 1998 · 2000 · 2002 · 2004 · 2006 · 2008 · 2010 · 2012 · 2014 · 2016 · 2018 · 2022 · 2024
Zie ook: Eurovisiedansfestival · Eurovisiesongfestival · Junior Eurovisiesongfestival · Eurovision Young Dancers · Eurovision Choir